# Adikos kosmos
Pour plus de détails, voir Fiche technique et Distribution.
Adikos kosmos (Άδικος Κόσμος) est un film greco-allemand réalisé par Fílippos Tsítos et sorti en 2011.

## Synopsis
Sotiris est un policier déçu. Il décide de changer sa façon de faire son travail : il pardonne à tous ceux avec qui la vie a été injuste. Il finit même par tuer un agent de sécurité corrompu pour aider un innocent. Dora, une femme de ménage, est le seul témoin du meurtre. Sotiris et Dora s'aiment, mais il leur est difficile de réussir à concilier leur amour et la justice.

## Fiche technique
- Titre original : Άδικος Κόσμος, Adikos Kosmos (litt. « Un monde injuste »)
- Réalisation : Fílippos Tsítos
- Scénario : Fílippos Tsítos et Dora Masklavanou
- Direction artistique : Spiros Laskaris
- Décors : Spiros Laskaris
- Costumes : Christina Chantzaridou
- Photographie : Polidefkis Kyrlidis
- Son : Vaggelis Zelkas
- Montage : Dimitris Peponis
- Musique : Jose Van der Schoot
- Société(s) de production : Wrong Men, Neue Road Movies
- Pays d'origine :  Grèce,  Allemagne
- Langue : grec
- Format :  Couleurs  - Dolby digital
- Genre : Drame
- Durée : 107 minutes
- Dates de sortie :
  -  Espagne 21 septembre 2011 Festival de Saint-Sébastien 2011
  -  Grèce 9 novembre 2011 Festival international du film de Thessalonique 2011 (sortie nationale 2 février 2012)
  -  Pays-Bas 28 janvier 2012 Festival international du film de Rotterdam
  -  France 30 juin 2012 Festival international du film de La Rochelle

## Distribution
- Antonis Kafetzopoulos : Sotiris
- Christos Stergioglou
- Theodora Tzimou
- Minas Hatzisavvas
- Efthymis Papadimitriou
- Yorgos Souxes
- Laya Yourgou
- Myrna Tsapa
- Sofia Seirli

## Distinctions

### Récompenses
- Festival de Saint-Sébastien 2011 : meilleur réalisateur et meilleur acteur
- Hellenic Film Academy Awards 2012 : meilleure actrice, meilleur scénario, meilleure actrice dans un second rôle, meilleure musique, meilleurs décors, meilleurs costumes, meilleur son

### Sélections
- Festival international du film de Thessalonique 2011 : sélection dans la section grecque
- Festival international du film de Rotterdam 2012 : sélection
- Festival international du film de Toronto 2013 : sélection « City to City: Athens »